# Kōshū
Kōshū (甲州市 Kōshū-shi?) es una ciudad ubicada en la prefectura de Yamanashi, en Japón. A principios de mayo de 2023, tenía una población estimada en 29 780 habitantes.
La superficie total de la ciudad es de 264,11 kilómetros cuadrados (102 mi²). De esta ciudad viene la uva homónima, Koshu. Por este motivo, la población es sinónimo en Japón de viticultura y de producción de vino. 

## Demografía
Según los datos del censo japonés, la población de Kōshū, tras un aumento considerable de población a mediados del siglo pasado, no ha hecho sino disminuir desde entonces. En la actualidad, tiene casi una cuarta parte menos de población que en 1940. 

## Clima
El clima de la ciudad se caracteriza por veranos cálidos y húmedos e inviernos relativamente suaves (clasificación climática de Köppen Cfa). La temperatura media anual en Kōshū es 10.1 °C. Las precipitaciones medias anuales son de 1477 mm, con septiembre como el mes más lluvioso. Las temperaturas son más altas en promedio en agosto, alrededor de 22.5 °C, y más bajas en enero, alrededor de -1.8 °C.
| Parámetros climáticos promedio de Katsunuma    | Parámetros climáticos promedio de Katsunuma | Parámetros climáticos promedio de Katsunuma | Parámetros climáticos promedio de Katsunuma | Parámetros climáticos promedio de Katsunuma | Parámetros climáticos promedio de Katsunuma | Parámetros climáticos promedio de Katsunuma | Parámetros climáticos promedio de Katsunuma | Parámetros climáticos promedio de Katsunuma | Parámetros climáticos promedio de Katsunuma | Parámetros climáticos promedio de Katsunuma | Parámetros climáticos promedio de Katsunuma | Parámetros climáticos promedio de Katsunuma | Parámetros climáticos promedio de Katsunuma |
| Mes                                            | Ene.                                        | Feb.                                        | Mar.                                        | Abr.                                        | May.                                        | Jun.                                        | Jul.                                        | Ago.                                        | Sep.                                        | Oct.                                        | Nov.                                        | Dic.                                        | Anual                                       |
| ---------------------------------------------- | ------------------------------------------- | ------------------------------------------- | ------------------------------------------- | ------------------------------------------- | ------------------------------------------- | ------------------------------------------- | ------------------------------------------- | ------------------------------------------- | ------------------------------------------- | ------------------------------------------- | ------------------------------------------- | ------------------------------------------- | ------------------------------------------- |
| Temp. máx. abs. (°C)                           | 17.2                                        | 23.5                                        | 26.9                                        | 31.9                                        | 34.0                                        | 38.5                                        | 39.3                                        | 40.5                                        | 37.4                                        | 33.4                                        | 24.9                                        | 23.0                                        | 40.5                                        |
| Temp. máx. media (°C)                          | 8.2                                         | 9.6                                         | 13.5                                        | 20.0                                        | 24.3                                        | 27.0                                        | 30.5                                        | 32.1                                        | 27.6                                        | 21.4                                        | 15.9                                        | 10.7                                        | 20.1                                        |
| Temp. mín. media (°C)                          | -3.0                                        | -1.8                                        | 1.8                                         | 7.3                                         | 12.3                                        | 16.6                                        | 20.6                                        | 21.5                                        | 17.7                                        | 11.0                                        | 4.5                                         | -0.7                                        | 9                                           |
| Temp. mín. abs. (°C)                           | -11.3                                       | -10.6                                       | -6.7                                        | -3.7                                        | 1.6                                         | 9.4                                         | 13.3                                        | 14.0                                        | 6.7                                         | 0.7                                         | -3.1                                        | -18.5                                       | -11.3                                       |
| Precipitación total (mm)                       | 36.0                                        | 39.5                                        | 72.9                                        | 71.2                                        | 83.5                                        | 121.3                                       | 123.8                                       | 150.4                                       | 181.7                                       | 117.3                                       | 52.7                                        | 31.0                                        | 1081.3                                      |
| Días de precipitaciones (≥ 1.0 mm)             | 4.7                                         | 5.3                                         | 9.2                                         | 8.4                                         | 9.3                                         | 11.4                                        | 11.6                                        | 9.3                                         | 10.8                                        | 8.9                                         | 5.9                                         | 3.8                                         | 98.6                                        |
| Horas de sol                                   | 198.7                                       | 186.7                                       | 193.7                                       | 202.6                                       | 192.4                                       | 149.7                                       | 167.5                                       | 197.3                                       | 148.5                                       | 158.1                                       | 176.0                                       | 197.0                                       | 2168.2                                      |
| Fuente n.º 1: Japan Meteorological Agency(JMA) |                                             |                                             |                                             |                                             |                                             |                                             |                                             |                                             |                                             |                                             |                                             |                                             |                                             |
| Fuente n.º 2: JMA                              |                                             |                                             |                                             |                                             |                                             |                                             |                                             |                                             |                                             |                                             |                                             |                                             |                                             |

## Historia
Kōshū se encuentra cerca del centro de la antigua provincia de Kai y conserva muchas ruinas del período Jōmon y túmulos del período Kofun. Durante el período Heian, la zona se desarrolló como un shōen, es decir, como una suerte de estado privado, exento de impuestos. Primero estuvo bajo el control del clan Minamoto; luego pasó a ser propiedad feudal del clan Nikaido; y más tarde desde el período Kamakura hasta el Sengoku, sometida al clan Takeda. Durante el período Edo, toda la provincia de Kai era territorio tenryō bajo control directo del shogunato Tokugawa. Después de la Restauración Meiji, la zona se organizó en aldeas dentro del distrito de Yamanashi, de la prefectura homónima, que luego se dividió en el distrito de Higashiyamanashi y el distrito de Nishiyamanashi. Muchas de estas aldeas se consolidaron en la ciudad de Enzan, la ciudad de Katsunuma y la aldea de Yamato antes del 1 de abril de 1955. La moderna ciudad de Kōshū se estableció el 1 de noviembre de 2005, a partir de la fusión de estos tres municipios.

## Ciudades hermanadas
- Futtsu, Chiba - desde el 1 de diciembre de 1977 con la antigua ciudad de Enzan
- Ames, Iowa, Estados Unidos - desde el 20 de septiembre de 1993 con la antigua ciudad de Enzan[8]
- Beaune, Côte-d'Or, Francia[9] - desde el 18 de septiembre de 1976 con la antigua ciudad de Katsunuma